# فرق محدود
الفرق المحدود (بالإنجليزية: Finite difference)‏ هو كل تعبير رياضي على الشكل {\displaystyle f(x+b)-f(x+a)} وعند تقسيمها على {\displaystyle b-a} نحصل على ناتج قسمة الفروق.
إن تقريب المشتقات من خلال طريقة الفروق المحدودة لها دور هام في الحلول العددية للمعادلات التفاضلية خصوصاً مسائل القيم الحدية. ولهذه الطريقة تطبيقات هامة لحل مسائل الهندسة الهيدروليكية وتدفق السوائل في مجالات الميكانيك والبيئية.
يمكن باستخدام طريقة الفروق الحدية استبدال العلاقات التكرارية كمعادلات فروق وتفاضل باستبدال رموز التكرار بالفروق المحدودة.

## الفروق الأمامية والخلفية والمركزية
هناك ثلاث أشكال شائعة للفروق المحدودة:

الفروق الأمامية ويعبر عنها بالصيغة

{\displaystyle \Delta _{h}[f](x)=f(x+h)-f(x)}

والفروق الخلفية التي تستخدم قيم الدالة عند {\displaystyle x} و {\displaystyle x-h} بدلاً من {\displaystyle x+h} و {\displaystyle x}

{\displaystyle \nabla _{h}[f](x)=f(x)-f(x-h)}

وأخيراً الفروق المركزية التي يعبر عنها بالعلاقة

{\displaystyle \delta _{h}[f](x)=f(x+{\tfrac {1}{2}}h)-f(x-{\tfrac {1}{2}}h)}

## علاقة الفروق الحدية بالتفاضل
يتم الحصول على تفاضل الدالة {\displaystyle f(x)\,} عند النقطة {\displaystyle x} من التعريف الرئيسي للنهاية بالعلاقة:

{\displaystyle f'(x)=\lim _{h\to 0}{\frac {f(x+h)-f(x)}{h}}}

فإذا كان لـ {\displaystyle h} قيمة ثابتة لا تساوي الصفر بدل أن تكون تسعى للصفرفإن الحد الأيمن للمعادلى السابقة يمكن أن يكتب كمايلي:

{\displaystyle {\frac {f(x+h)-f(x)}{h}}={\frac {\Delta _{h}[f](x)}{h}}}

وبذلك فإن الفرق الأمامي المقسوم على {\displaystyle h} هو تقريب للتفاضل إذا كانت قسمة {\displaystyle h} صغيرة. والخطأ في هذا التقريب يمكن اشتقاقه من مبرهنة تايلور. بفرض أن {\displaystyle f} قابل للتفاضل بشكل مستمر فإن الخطأ يعطى بالعلاقة

{\displaystyle {\frac {\Delta _{h}[f](x)}{h}}-f'(x)=O(h)\quad (h\to 0)}

ونفس المعادلة تكون صحيحة للفروق الخلفية

{\displaystyle {\frac {\nabla _{h}[f](x)}{h}}-f'(x)=O(h)}